# Yé-yé (Real Madrid)
Pour les articles homonymes, voir Yéyé et Yeh Yeh.

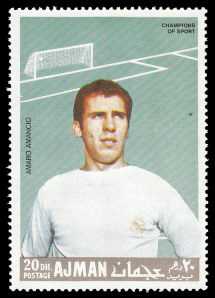
Un timbre d'Ajman de 1968, commémorant le joueur du Real Madrid Amancio Amaro

L'expression de l'équipe Yé-yé, (en espagnol : Los Yé-yé), indique la célèbre génération de joueurs tous espagnols du club du Real Madrid qui dominèrent le football espagnol durant les années 1960.

## Histoire
L'effectif était emmené par leur capitaine vétéran Francisco Gento qui remporta 5 coupes d'Europe avec Alfredo Di Stéfano dans les années 1950. Ils guidèrent un groupe de jeunes joueurs comme José Araquistáin, Pachín, Pedro de Felipe, Manuel Sanchís, Pirri, Ignacio Zoco, Fernando Serena, Amancio Amaro, Ramón Grosso et Manuel Velázquez (groupe parfois considérés comme des hippies à cause de leurs longs cheveux). 
L'origine du nom « Yé-yé » vient du refrain Yeah, yeah, yeah de la chanson des Beatles She Loves You, après que quatre membres de l'équipe posèrent pour le magazine Marca habillé avec une perruque comme un Beatles. "Yé-yé" était également le terme employé dans les années 1960 pour désigner en Espagne les jeunes suivant la Beatlemania.
La mise en place de cette équipe intervint en 1959 lorsque Miguel Muñoz fut nommé entraîneur du Real Madrid, lui qui en tant que joueur madrilène, remporta la coupe d'Europe en 1956 et 1957, et qui lui privilégia uniquement des joueurs espagnols (excepté l'Argentino-colombien Alfredo Di Stéfano qui fut par la suite naturalisé espagnol). 
Son équipe domina la Liga, remportant 9 titres de champions d'Espagne (dont notamment 5 titres consécutifs), ainsi que la Coupe d'Europe 1966 au Stade du Heysel de Bruxelles, avec une victoire 2-1 contre le Partizan Belgrade.